# 高橋昌造
高橋 昌造（たかはし しょうぞう、1945年8月14日 - ）は、日本の政治家。岩手県矢巾町長（2期）。元岩手県議会議員（2期）。

## 来歴
岩手県盛岡市生まれ。1964年（昭和39年）3月、岩手県立盛岡第一高等学校卒業。1971年（昭和46年）、矢巾町役場に奉職。1999年（平成11年）5月から2007年（平成19年）まで助役を務めた。
2007年（平成19年）4月8日に行われた岩手県議会議員選挙に無所属で立候補し初当選。東日本大震災の影響で2011年（平成23年）9月11日に延期された県議選では民主党公認で立候補し再選。
2015年（平成27年）4月26日に行われた矢巾町長選挙に立候補し初当選した。4月30日、町長就任。2019年（平成31年）は無投票で再選した。